# 教育リーグ
教育リーグ（きょういくリーグ）は、プロ野球の二軍組織のチームによるオープン戦のことを言う。

## 沿革
以前は春季の公式戦開幕前にのみ開催されていたが、1990年代からは秋季（10月）にも開催されるようになった。1990年の公式戦終了後、房総半島を中心に、首都圏の各地でイースタン・リーグに加盟する6チーム（当時）による第1回秋季教育リーグが行われ、次の1991年から高知県各地を舞台にして、ウエスタン・リーグに加盟する6チームを加えた全12チーム集結型の「黒潮リーグ」という大会がスタートし、その後1996年からは沖縄県で春季キャンプを行う球団を中心にして構成される「ハイサイ・沖縄リーグ」が開始。黒潮リーグは高知県でキャンプを張るチームを中心に展開されてきたが、何れも2000年度を最後に一旦廃止された（この当時はアメリカ合衆国で行われた教育リーグに派遣されたために、一部の球団が参加しなかった年もある）。
2001年からは関東近県のスタジアムを舞台にして最大12球団集結の「コスモスリーグ」がスタート。この大会は2003年からイースタン・リーグ加盟チームによる大会となり、ウエスタン・リーグ加盟チームは2003年に復活した高知県での教育リーグ「よさこい・高知リーグ」へ参加するようになった。そして2004年からイースタン加盟球団による教育リーグの舞台が宮崎県に変更され「みやざきフェニックス・リーグ」へと一新した。2005年からウエスタンを含む全12チームが宮崎に集結して行うこととなった。
2006年は韓国プロ野球から斗山ベアーズ、LGツインズの2チームも参加した。2007年と2008年は四国・九州アイランドリーグの選抜チーム、06年と同じく斗山ベアーズが参加した。2009年はプロ野球の若手選抜チーム・フューチャーズ、四国・九州ILの選抜チーム、韓国から斗山ベアーズ、ハンファ・イーグルスが参加し、16球団に規模が拡大された。 2010年も16球団での開催であった。
2011年は韓国から斗山ベアーズ、ハンファ・イーグルス、LGツインズの3チームが参加し、四国アイランドリーグplus選抜を加え、16チームでの開催となった。2012年-2019年は同様の16チームでの開催となった。2020年はNPB12球団での開催となった。
近年は社会人野球とのプロ・アマ交流戦が開催されるようになった。また一軍選手がクライマックスシリーズや日本シリーズといったポストシーズンゲームに向けた調整の場として出場することもある。

## 試合会場

### 黒潮リーグ&よさこい・高知リーグ
- 安芸市営球場
- 高知県立春野運動公園野球場（高知市）
- 高知市野球場
- 高知市東部総合運動場野球場
- 香美市秦山公園野球場（土佐山田スタジアム）

### ハイサイ・沖縄リーグ
- 沖縄市野球場
- うるま市石川野球場
- 名護市営球場
- 糸満市西崎球場
- 宜野湾市立野球場
- 北谷公園野球場（北谷町）

### コスモスリーグ
基本的にイースタン・リーグ加盟球団の本拠地球場を中心に開催。

### フェニックスリーグ
- 宮崎市生目の杜運動公園野球場（アイビースタジアムおよび第2球場）
- 宮崎県総合運動公園硬式野球場（サンマリンスタジアム宮崎）
- 宮崎県総合運動公園第二硬式野球場（ひむかスタジアム）
- 西都原運動公園野球場（西都市）
- 日南市天福球場
- 南郷スタジアム（日南市）
- 宮崎市清武総合運動公園野球場
- 串間市営球場
- 綾町錦原運動公園野球場
- 久峰野球場（宮崎市）
- 日向市お倉ヶ浜総合公園野球場

## 大会特別ルール（フェニックスリーグ）
- 2002年のコスモスリーグ時代の西武ライオンズ同様、クライマックスシリーズ、日本シリーズ対策として一軍のスターティングメンバーにしてもよい。
- 延長戦は原則行わない。対戦チーム同士の合意でイニング数を調整できる。
- スピードアップの観点から投球ルールは15秒、投手交代の準備投球は原則5球まで（審判員が必要と認めた場合は5球を超えてもよい）、捕手と投手のマウンドでの打ち合わせは1試合3回まで、野手が2名以上マウンドに集まることは禁止
- 指名打者制度採用
- ベンチ入りメンバーが少なく、野手が怪我をしたチームについては特別ルールとして相手チームと審判員の許諾を得ることを条件に一度退いた野手の再出場（リエントリー）を認める

その他の特例はメンバー表交換前に対戦チーム間、審判員との協議が必要である。また、この特例については場内アナウンスでも告知する。
2004年には以下の指名代走制度があった。
- 1試合2名までの指名代走を指名できる。指名代走は予め打順表に併記する。
- 指名代走は試合中いつでも代走として出場できる。
- 指名代走の使用は1試合につき各チーム4回まで。